# Edward Mansvelt
Edward Mansvelt ou Mansveldt est un flibustier néerlandais (mort au combat à La Havane en 1666) qui fréquenta l'île de la Providence avant 1642 puis l'île de la Tortue par la suite.

## Biographie
Le 14 décembre 1660, il obtenait une commission du colonel d'Oyley, le gouverneur militaire de la Jamaïque pour prendre sur les Espagnols. Le gouverneur suivant, Thomas Modyford, arrivé en 1666, le prit en affection et appelait Mansvelt «le vieux bonhomme». Il était secondé par un Français nommé Philippe Bequel, qui avait vraisemblablement fréquenté l'île de la Tortue à l'époque où elle était dirigée par François Levasseur.
En 1663, il participa à l'expédition de Campeche sous les ordres du capitaine Myngs, blessé, ce qui l'amène à prendre la tête de la flotte jamaïcaine, forte de douze navires et 1000 flibustiers. En novembre 1665, il commande lui-même une flottille qui planifiait une attaque contre quelques cités cubaines. Des envoyés du gouverneur de la Jamaïque, le colonel d'Oyley, tentèrent de le persuader de porter plutôt la guerre contre les colonies néerlandaises, à l'île Curaçao, conformément aux guerres anglo-néerlandaises décidées par le roi Charles II. Ce fut en vain puisque Mansvelt, à la tête de quelque 300 hommes, pilla et brûla Cayo et Santo Spirito, dans l'île de Cuba le mois suivant.
Avec sous ses ordres 200 hommes, il prit l'île Santa Catalina en mai 1666 mais fut peu après capturé par un navire de guerre cubain d'une force supérieure au sien: ses hommes et lui furent mis à mort par ordre du gouverneur, celui-là même qui, selon un historien, fit exécuter plus de 300 pirates en deux ans. Mansvelt ayant été tué, Henry Morgan fut élu amiral par les boucaniers et ravagea les côtes de Cuba (1668) puis pilla Puerto Príncipe.